# Samokow

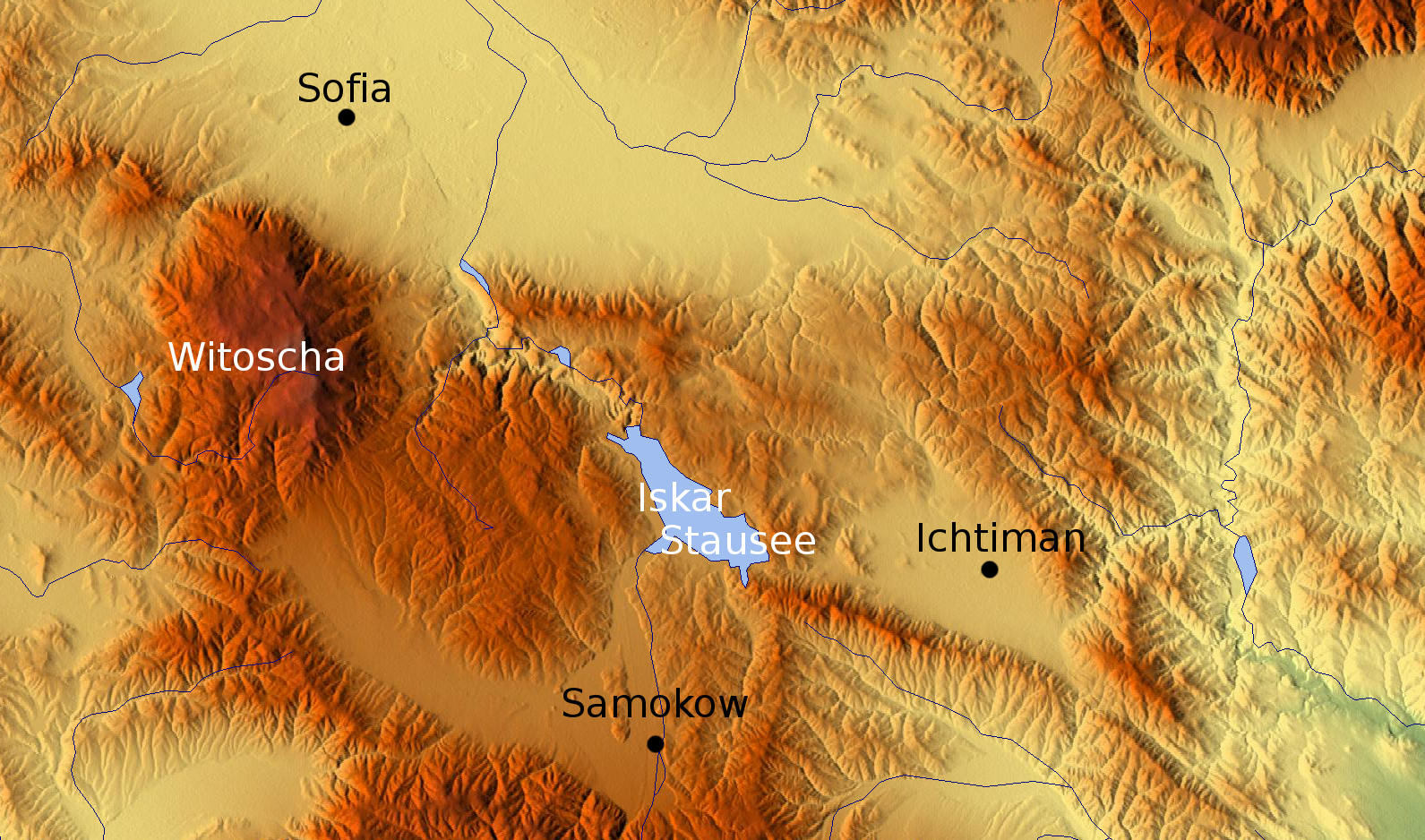
Lage von Samokow

Samokow [ˈsamokof] (auch Samokov geschrieben, bulgarisch Самоков) ist eine Stadt in Westbulgarien. Sie liegt 50 km südlich von Sofia in der Oblast Sofia. Der Gebirgskurort Borowez liegt 10 km weiter südlich im Rilagebirge. Samokow ist das Verwaltungszentrum der Gemeinde Samokow.

## Geschichte
Samokow entwickelte sich aus dem kleinen Dorf Wlaitschewo (Влайчево), das seit dem 12. Jahrhundert an den Hängen des Rilagebirges existierte. Der Ort entwickelte sich wegen der frühen Gewinnung von Eisenerzen stärker als die umliegenden Dörfer.
Der Name der Stadt deutet auf eine Hammerschmiede hin („Samo“ – selber, alleine; „kow“ – Hammer, Glühofen, Schmiedefeuer; Wortstamm „Kowatsch“ – Schmied).
Nach der Eroberung von Bosnien (1463) durch das osmanische Reich (Bulgarien wurde bereits 1396 erobert), wurde eine Karawanenstraße zwischen Sarajevo und Konstantinopel über Priština, Skopje, Kjustendil, Samokow und Pasardschik etabliert. Die Karawanenstraße traf dann bei Pasardschik auf die „Große Heerstraße“, die Via Militaris.
Während der Bulgarischen Wiedergeburt war Samokow Ausbildungszentrum einer gleichnamigen auf dem ganzen Balkanhalbinsel berühmten Schnitzerschule. Im Bulgarisch-griechischen Kirchenkampf für eine unabhängige Bulgarisch-Orthodoxe Kirche entfernten die Einwohner von Samokow 1829 zum Ostergottesdienst als einer der Ersten die griechischen Priester. Sie forderten vom Ökumenischen Patriarchat von Konstantinopel die Abhaltung von Gottesdiensten in bulgarischer Sprache und die Besetzung des Klerus durch Bulgaren. Dafür hatten sie auch eine Weihe von einheimischen Kandidaten, darunter Neofit Rilski vorgeschlagen. Als Antwort entsandte ihnen jedoch der Konstantinopeler Patriarch erneut Griechen.
Samokow war während der vergangenen 200 Jahre ein Zentrum der Eisenproduktion. Mit den neu eingeführten Hammerschmieden und Blasebalgen zur Nutzung der reichlich vorhandenen Wasserenergie änderte sich der ursprüngliche Name des Dorfes Wlaitschewo in Wlaitschewo Samokow (Hammerschmieder Wlaitschewo) und später in Große Hammerschmiede (Голям Самоков – Goljam Samokow) und letztendlich zu Samokow.
Die Stadt ist seit 2005 Namensgeber für den Samokov Knoll, einen Hügel auf der Livingston-Insel in der Antarktis.

## Geografie

### Geografische Lage
Samokow liegt am Nordhang des Rilagebirges. Der Talkessel von Samokow liegt zwischen den Gebirgen Rila (im Süden), Plana, Witoscha (im Norden), Werila, Ichtimanska Sredna Gora (im Bereich der Stadt Ichtiman). Durch den Talkessel fließt der Fluss Iskar mit seinen zahlreichen Zuflüssen aus den umliegenden Gebirgen. Der Talkessel erstreckt sich über eine Fläche von 185 km² und hat eine unregelmäßige, zweigeteilte, Form – den westlichen Talkessel (Palakarijska Talkessel) und den östlichen (Iskar-Talkessel).

### Klima
Das Klima ist gemäßigt kontinental und wird vom benachbarten Hochgebirge (Rila) beeinflusst. Wegen der Lage zwischen Gebirgen in einem Talkessel sind die Sommer nicht sehr heiß und die Winter relativ mild aber lang. Die Gebirge verhindern starke Stürme und starke Schneefälle. Die Sonnenstrahldauer ist relativ lang und Nebel tritt fast nie auf.

### Wasserressourcen
Der Talkessel von Samokow ist sehr wasserreich. Er wird in den Iskar entwässert. Die Hauptzuflüsse des Iskar sind hier der Weiße Iskar und der Schwarze Iskar mit ihren zahlreichen kleineren Zuflüssen (Palakarija, Schipotschaniza).

## Wirtschaft
Die Nähe der Gemeinde Samokow zur Hauptstadt Sofia und ihre Traditionen im Handel, Handwerk und der Industrieproduktion gaben der ökonomischen Entwicklung der Region eine feste Basis. Auch die internationalen Tourismuskomplexe Borowez und Maljowiza und das balneologische Zentrum Beltschin Bani trugen zur ökonomischen Entwicklung der Region (Hotellerie – 12 % der Unternehmen in der Gemeinde Samokow) bei.

### Unternehmen
Im Januar 2001 waren 3136 Unternehmen in der Gemeinde Samokow registriert, von denen 99,75 % kleine und mittlere Unternehmen waren – verarbeitende Industrie (Textil, Metall, Holz), Hotellerie. Die Anzahl der niedergelassenen großen Unternehmen (mit über 100 Angestellten) sank von 19 (1997) auf 7 (2004). Mittlere Unternehmen (50 bis 100 Angestellte), die besonders aus der Schrumpfung der großen Unternehmen hervorgegangen sind, gibt es 13. Trotz ihrer geringen Anzahl haben die mittleren und großen Unternehmen einen beträchtlichen Anteil an den Arbeitsplätzen und der Bruttoinlandsproduktion im Landkreis.

### Tourismus
Die günstige geographische Lage mit den umliegenden Gebirgen und das Klima begünstigt den Tourismus. Der Nationalpark Rila im zentralen Rilamassiv ist das größte bulgarische Naturreservat. Borowez ist das Hauptzentrum des Tourismus in der Gemeinde Samokow und hat internationale Bedeutung. Dort können alle Arten von Wintersport betrieben werden. Im Kurort Borowez gibt es 26 Hotels sowie Villensiedlungen und Villen mit insgesamt 4200 Betten. Weitere touristische Zentren mit Entwicklungspotential sind der Komplex Maljowiza, das Gebiet um das Dorf Gowedarzi, das Dorf Mala Zarkwa und das Dorf Beli Iskar.
In der Stadt Samokow gibt es sechs Hotels (2 und 3 Sterne) mit 120 Betten und ein Motel.

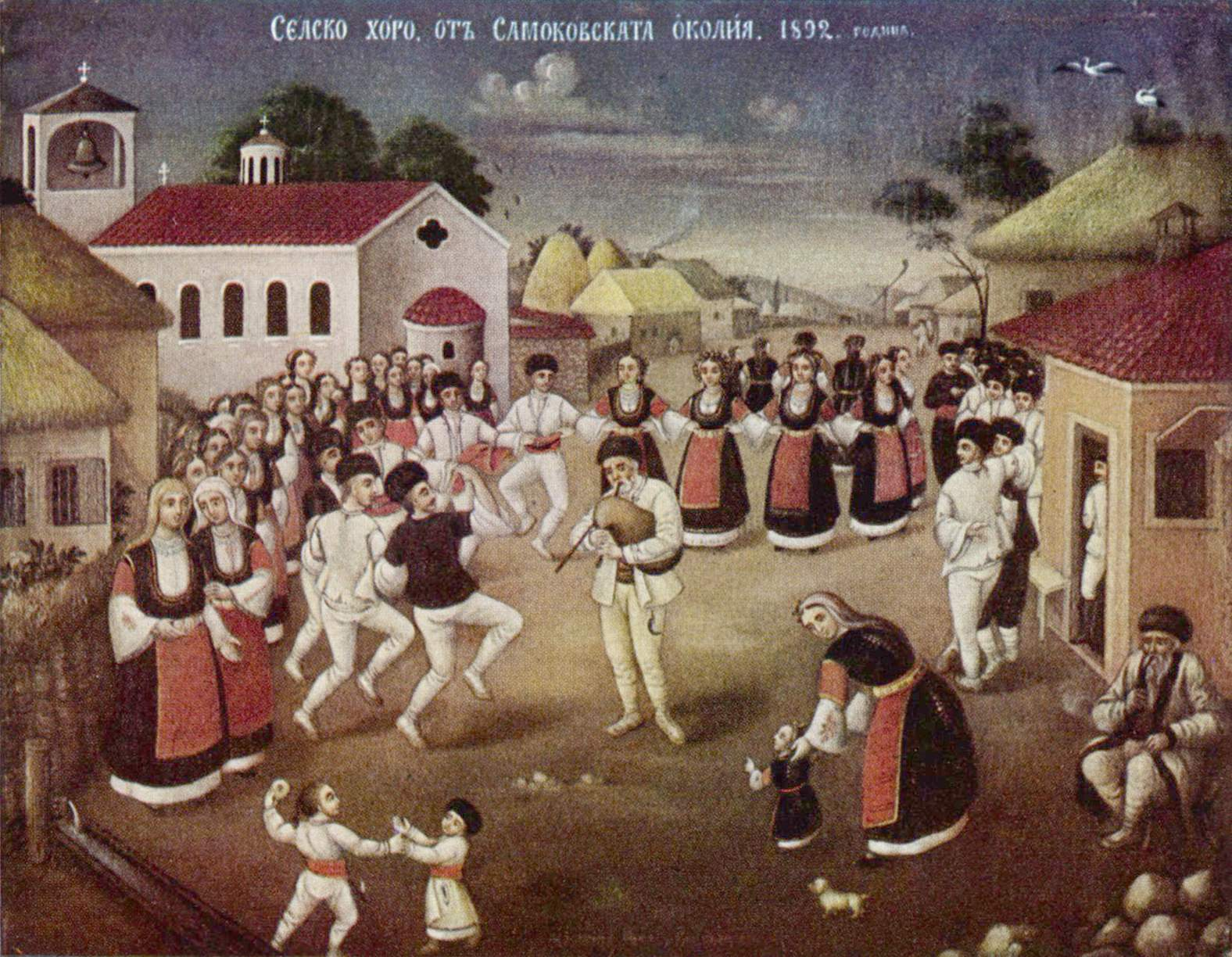
Bauernhochzeit in einem Dorf bei Samokow – von Nikola Obrasopisez – 1892

Siehe auch: Synagoge

## Verkehr
Durch die Stadt verläuft die Nationalstraße 82. Die Nationalstraße 62 beginnt in Samokow. Als Umfahrung wird die Straße 822 benutzt, welche weiter nach Ichtiman führt.

## Kunstschule
Die Künstler der Samokower Schule (heute: Samokower Kunstschule des „20. Jahrhunderts“) waren im 18. Jh. führend während der Bulgarischen Wiedergeburt. Ihre Werke sind in zahlreichen Kirchen und Klöstern Bulgariens und Makedoniens erhalten (Ikonenmalerei, Schnitzereien, Gravuren). Der Gründer der Samokower Kunstschule war der Ikonenmaler Christo Dimitrow (bulg. Христо Димитров). Nach einer Ausbildung in Athos und Wien arbeitete er in Makedonien und den Bulgarischen Westgebieten. Seine beiden Söhne Dimitar Christow (bulg. Димитър Христов, 1795–1860) und Sachari Christow (bulg. Захари Христов, 1810–1853, schuf viele Ikonen und Wandmalereien in den Klöstern Kloster Batschkowo, Rila, Trojan, Preobraschenski) wurden ebenfalls bekannte Ikonenmaler. Zusammen mit seinem Schwiegersohn Kosta Waljow (bulg. Коста Вальов) schufen sie bedeutende Wandmalereien im Rilakloster.
Auch die vier Söhne von Dimitar Christow wurden bekannte Maler. Am bekanntesten war sein Sohn Stanislaw Dospewski (bulg. Станислав Доспевски, 1823–1878), der als erster bulgarischer Künstler eine akademische Ausbildung erhielt. Er wurde durch Porträts aus der Periode der Bulgarischen Wiedergeburt bekannt. Weitere bekannte Vertreter der Samokower Kunstschule waren Iwan Obrasopisow (bulg. Иван Образописов, 1795–1854) und Nikola Obrasopisow (bulg. Никола Образописов, 1829–1915), Kosta Waljow (bulg. Коста Вальов) und seine Söhne Sotir, Iwan, Nikola, Dimitar und Petar (Сотир, Иван, Никола, Димитър и Петър), Christo Mischew (bulg. Христо Мишев), Anastas Karastojanow (Анастас Карастоянов), die Brüder Sachari und Wassil Popradoijkowi (bulg. Захари и Васил Попрадойкови), Kosta Gerow (bulg. Коста Геров), Michail Belstoijnew (bulg. Михаил Белстойнев) und viele andere. Kosta Waljow, Iwan Obrasopisow und Christo Jowewitsch waren auch bei der Ausstattung der Bairakli-Moschee tätig.

## Söhne und Töchter der Stadt
- Christo Dimitrow (1745–1819), Ikonenmaler
- Assen Karastojanow (1893–1976), Komponist
- Wladimir Brejtschew (* 1958), Skispringer
- Petar Popangelow (* 1959), Skirennläufer
- Jordanka Fandakowa (* 1962), Pädagogin und Politikerin; Bürgermeisterin von Sofia seit 2010
- Krassimir Widenow (* 1968), Biathlet
- Emil Sografski (* 1969), Skispringer
- Iwa Karagjosowa (* 1971), Biathletin
- Georgi Kassabow (* 1978), Biathlet
- Kiril Wassilew (* 1985), Biathlet
- Wesselin Zinsow (* 1986), Skilangläufer
- Krassimir Anew (* 1987), Biathlet
- Miroslaw Kenanow (* 1988), Biathlet
- Wladimir Sografski (* 1993), Skispringer